# یوسکاران
یوسکاران (به اسپانیایی: Yuscarán) یک منطقهٔ مسکونی در هندوراس است که در استان ال پارائیسو واقع شده‌است. یوسکاران ۳۴۹ کیلومتر مربع مساحت و ۱۴٬۶۸۲ نفر جمعیت دارد.